# Los hermanos Cervi
Los hermanos Cervi (en italiano Fratelli Cervi) fueron los siete hijos del matrimonio entre Alcide Cervi (1875-1970) y Genoeffa Cocconi (1876-1944). Pertenecían a una familia de antifascistas italianos de la ciudad de Campegine, en la región de Emilia Romagna.
La familia Cervi siempre tuvo unas fuertes ideas democráticas y católicas que trasmitieron a todos sus hijos. Fueron una parte activa de la resistencia italiana y pagaron con sus vidas los ideales de justicia y libertad que su padres les habían inculcado.
Cuando el gobierno italiano firmó un armisticio con el aliado el 8 de septiembre de 1943, los hermanos Cervi, como muchos otros, se convitieron en miembros más activos de la resistencia.
En noviembre de aquel año mismo, las autoridades fascistas roderaron su casa y los siete hermanos fueron trasladados a la prisión de San Tommaso junto con su padre. En diciembre, un secretario fascista fue asesinado por un hombre armado en Módena. Como represalia, los siete hermanos Cervi, junto con el desertor, Quarto Camurri, fueron trasladados al campo de tiro de Reggio Emilia, en donde fueron asesinados.
El padre Cervi, quién pacecía problemas de salud, pudo escapar algo más tarde, después de que los aliados bombardeasen la prisión en la que se encontraba. Entre otras personas, fue él mismo quien contó el relato de los hermanos Cervi.
Los siete hermanos eran Gelindo (nacido el 7 de agosto de 1901), Antenore (1906), Aldo (1909), Ferdinando (1911), Agostino (1916), Ovidio (1918) y Ettore (1921).Tuvieron dos hermanas, Diomira y Rina.

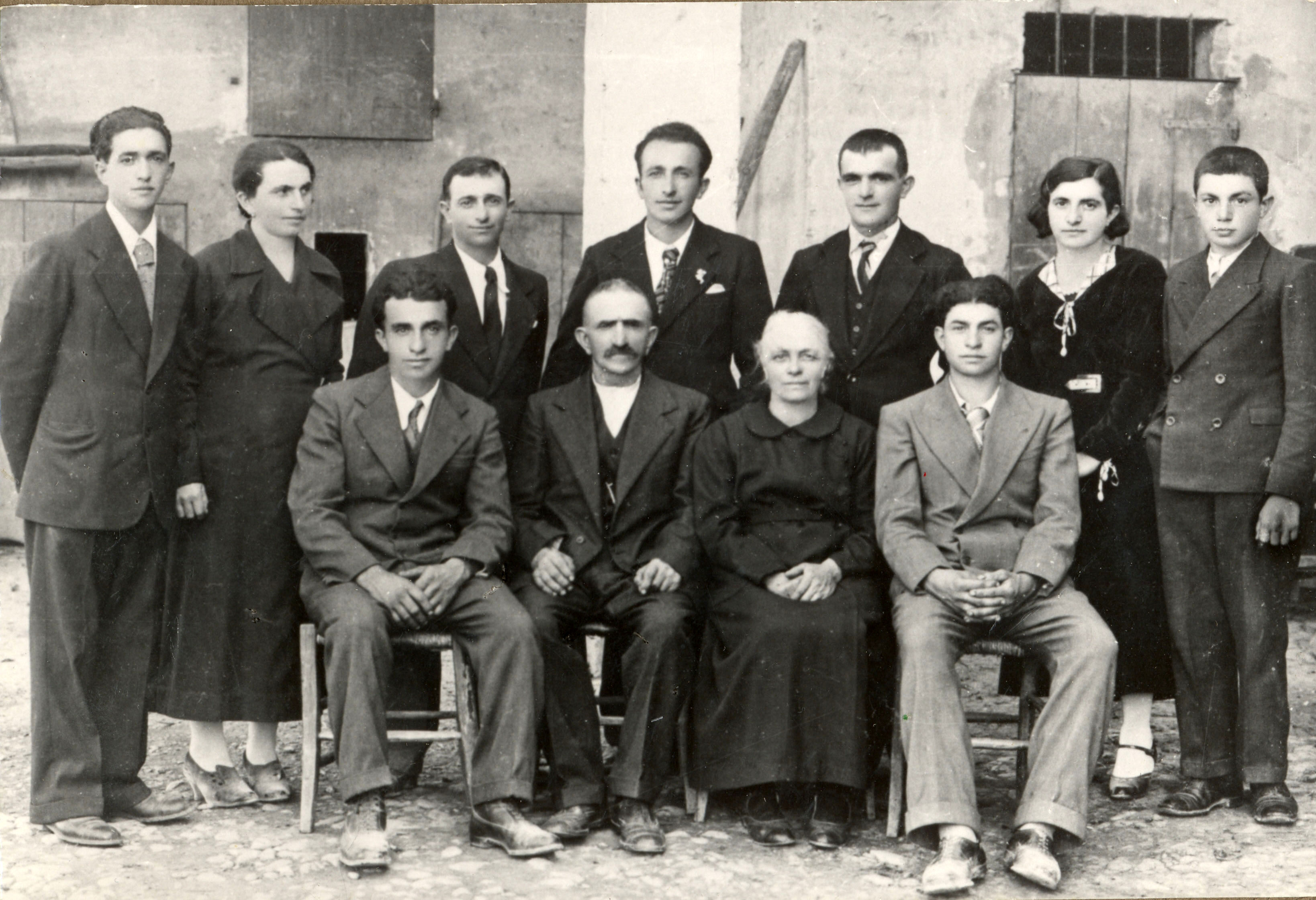
La familia Cervi

## Tributos
Tras su muerte y gracias a sus acciones como miembros de la resistencia, se les ha otorgado la Medalla al Valor Militar y su apellido, Cervi, puede verse en nombres de calles alrededor de Italia. Una escuela en Collegno, cerca de Turin, lleva su nombre en su honor.
Así como estos tributos, se han escrito múltiples canciones sobre los hermanos:
- Compagni Fratelli Cervi (anónima)
- Sette fratelli Mercanti di liquore Y Marco Paolini
- La pianura dei sette fratelli Gang(también interpretada por Modena Ciudad Ramblers en Appunti partigiani[2][3])
- Campi Rossi Casa del Vento
- Papà Cervi raggiunge i sette figli Eugenio Bargagli

Además, en 1968 se lanzó la película I sette Fratelli Cervi, dirigida por Gianni Puccini. La película estuvo bloqueada por la censura italiana.